# Etiopien i olympiska spelen
Etiopien deltog första gången vid olympiska sommarspelen 1956 i Melbourne och har sedan dess varit med vid varje olympiskt sommarspel förutom vid spelen 1976, 1984 och 1988. De har deltagit vid två olympiska vinterspel sedan spelen 2006 i Turin. De har totalt vunnit 58 medaljer, alla i friidrott.

## Medaljer
| Guld | Silver | Brons | Totalt antal medaljer |
| ---- | ------ | ----- | --------------------- |
| 23   | 12     | 23    | 45                    |

| Spel                | Idrottare        | Guld        | Silver      | Brons       | Totalt      | Placering   |
| Melbourne 1956      | 12               | 0           | 0           | 0           | 0           | –           |
| Rom 1960            | 10               | 1           | 0           | 0           | 1           | 21          |
| Tokyo 1964          | 12               | 1           | 0           | 0           | 1           | 24          |
| Mexico City 1968    | 18               | 1           | 1           | 0           | 2           | 25          |
| München 1972        | 31               | 0           | 0           | 2           | 2           | 41          |
| Montréal 1976       | Deltog inte      | Deltog inte | Deltog inte | Deltog inte | Deltog inte | Deltog inte |
| Moskva 1980         | 45               | 2           | 0           | 2           | 4           | 17          |
| Los Angeles 1984    | Deltog inte      |             |             |             |             |             |
| Seoul 1988          | Deltog inte      |             |             |             |             |             |
| Barcelona 1992      | 20               | 1           | 0           | 2           | 3           | 33          |
| Atlanta 1996        | 18               | 2           | 0           | 1           | 3           | 34          |
| Sydney 2000         | 26               | 4           | 1           | 3           | 8           | 20          |
| Aten 2004           | 26               | 2           | 3           | 2           | 7           | 28          |
| Peking 2008         | 27               | 4           | 2           | 1           | 7           | 18          |
| London 2012         | 35               | 3           | 2           | 3           | 8           | 24          |
| Rio de Janeiro 2016 | 35               | 1           | 2           | 5           | 8           | 44          |
| Tokyo 2020          | 38               | 1           | 1           | 2           | 4           | 56          |
| Paris 2024          | Framtida tävling |             |             |             |             |             |
| Los Angeles 2028    | Framtida tävling |             |             |             |             |             |
| Brisbane 2032       | Framtida tävling |             |             |             |             |             |
| Totalt              | Totalt           | 23          | 12          | 23          | 58          | 41          |

| Spel                | Idrottare        | Guld             | Silver           | Brons            | Totalt           | Placering        |
| Turin 2006          | 1                | 0                | 0                | 0                | 0                | –                |
| Vancouver 2010      | 1                | 0                | 0                | 0                | 0                | –                |
| Sotji 2014          | Deltog inte      |                  |                  |                  |                  |                  |
| Pyeongchang 2018    | Deltog inte      |                  |                  |                  |                  |                  |
| Peking 2022         | Deltog inte      |                  |                  |                  |                  |                  |
| Milano–Cortina 2026 | Framtida tävling | Framtida tävling | Framtida tävling | Framtida tävling | Framtida tävling | Framtida tävling |
| Totalt              | Totalt           | 0                | 0                | 0                | 0                | –                |

### Medaljer efter sporter
| Sport            | Guld | Silver | Brons | Totalt |
| Friidrott        | 23   | 11     | 21    | 55     |
| Totalt (1 sport) | 23   | 11     | 21    | 55     |

## Lista över medaljörer
| Medalj | Namn               | Spel                | Sport     | Gren                     |
| ------ | ------------------ | ------------------- | --------- | ------------------------ |
| Guld   | Abebe Bikila       | Rom 1960            | Friidrott | Herrarnas maraton        |
| Guld   | Abebe Bikila       | Tokyo 1964          | Friidrott | Herrarnas maraton        |
| Guld   | Mamo Wolde         | Mexico City 1968    | Friidrott | Herrarnas maraton        |
| Silver | Mamo Wolde         | Mexico City 1968    | Friidrott | Herrarnas 10 000 m       |
| Brons  | Mamo Wolde         | München 1972        | Friidrott | Herrarnas maraton        |
| Brons  | Miruts Yifter      | München 1972        | Friidrott | Herrarnas 10 000 m       |
| Guld   | Miruts Yifter      | Moskva 1980         | Friidrott | Herrarnas 5 000 m        |
| Guld   | Miruts Yifter      | Moskva 1980         | Friidrott | Herrarnas 10 000 m       |
| Brons  | Mohamed Kedir      | Moskva 1980         | Friidrott | Herrarnas 10 000 m       |
| Brons  | Eshetu Tura        | Moskva 1980         | Friidrott | Herrarnas 3 000 m hinder |
| Guld   | Derartu Tulu       | Barcelona 1992      | Friidrott | Damernas 10 000 m        |
| Brons  | Addis Abebe        | Barcelona 1992      | Friidrott | Herrarnas 10 000 m       |
| Brons  | Fita Bayisa        | Barcelona 1992      | Friidrott | Herrarnas 5 000 m        |
| Guld   | Haile Gebrselassie | Atlanta 1996        | Friidrott | Herrarnas 10 000 m 0OR0  |
| Guld   | Fatuma Roba        | Atlanta 1996        | Friidrott | Damernas maraton         |
| Brons  | Gete Wami          | Atlanta 1996        | Friidrott | Damernas 10 000 m        |
| Guld   | Gezahegne Abera    | Sydney 2000         | Friidrott | Herrarnas maraton        |
| Guld   | Haile Gebrselassie | Sydney 2000         | Friidrott | Herrarnas 10 000 m       |
| Guld   | Derartu Tulu       | Sydney 2000         | Friidrott | Damernas 10 000 m 0OR0   |
| Guld   | Million Wolde      | Sydney 2000         | Friidrott | Herrarnas 5 000 m        |
| Silver | Gete Wami          | Sydney 2000         | Friidrott | Damernas 10 000 m        |
| Brons  | Assefa Mezgebu     | Sydney 2000         | Friidrott | Herrarnas 10 000 m       |
| Brons  | Tesfaye Tola       | Sydney 2000         | Friidrott | Herrarnas maraton        |
| Brons  | Gete Wami          | Sydney 2000         | Friidrott | Damernas 5 000 m         |
| Guld   | Kenenisa Bekele    | Aten 2004           | Friidrott | Herrarnas 10 000 m 0OR0  |
| Guld   | Meseret Defar      | Aten 2004           | Friidrott | Damernas 5 000 m         |
| Silver | Kenenisa Bekele    | Aten 2004           | Friidrott | Herrarnas 5 000 m        |
| Silver | Ejegayehu Dibaba   | Aten 2004           | Friidrott | Damernas 10 000 m        |
| Silver | Sileshi Sihine     | Aten 2004           | Friidrott | Herrarnas 10 000 m       |
| Brons  | Tirunesh Dibaba    | Aten 2004           | Friidrott | Damernas 5 000 m         |
| Brons  | Derartu Tulu       | Aten 2004           | Friidrott | Damernas 10 000 m        |
| Guld   | Kenenisa Bekele    | Peking 2008         | Friidrott | Herrarnas 10 000 m 0OR0  |
| Guld   | Kenenisa Bekele    | Peking 2008         | Friidrott | Herrarnas 5 000 m 0OR0   |
| Guld   | Tirunesh Dibaba    | Peking 2008         | Friidrott | Damernas 10 000 m 0OR0   |
| Guld   | Tirunesh Dibaba    | Peking 2008         | Friidrott | Damernas 5 000 m         |
| Silver | Sileshi Sihine     | Peking 2008         | Friidrott | Herrarnas 10 000 m       |
| Silver | Meseret Defar      | Peking 2008         | Friidrott | Damernas 5 000 m         |
| Brons  | Tsegay Kebede      | Peking 2008         | Friidrott | Herrarnas maraton        |
| Guld   | Meseret Defar      | London 2012         | Friidrott | Damernas 5 000 m         |
| Guld   | Tirunesh Dibaba    | London 2012         | Friidrott | Damernas 10 000 m        |
| Guld   | Tiki Gelana        | London 2012         | Friidrott | Damernas maraton 0OR0    |
| Silver | Dejen Gebremeskel  | London 2012         | Friidrott | Herrarnas 5 000 m        |
| Silver | Sofia Assefa       | London 2012         | Friidrott | Damernas 3 000 m hinder  |
| Brons  | Tariku Bekele      | London 2012         | Friidrott | Herrarnas 10 000 m       |
| Brons  | Tirunesh Dibaba    | London 2012         | Friidrott | Damernas 5 000 m         |
| Brons  | Abeba Aregawi      | London 2012         | Friidrott | Damernas 1 500 m         |
| Guld   | Almaz Ayana        | Rio de Janeiro 2016 | Friidrott | Damernas 10 000 m 0VR0   |
| Silver | Genzebe Dibaba     | Rio de Janeiro 2016 | Friidrott | Damernas 1 500 m         |
| Silver | Feyisa Lilesa      | Rio de Janeiro 2016 | Friidrott | Herrarnas maraton        |
| Brons  | Tamirat Tola       | Rio de Janeiro 2016 | Friidrott | Herrarnas 10 000 m       |
| Brons  | Mare Dibaba        | Rio de Janeiro 2016 | Friidrott | Damernas maraton         |
| Brons  | Almaz Ayana        | Rio de Janeiro 2016 | Friidrott | Damernas 5 000 m         |
| Brons  | Hagos Gebrhiwet    | Rio de Janeiro 2016 | Friidrott | Herrarnas 5 000 m        |
| Brons  | Tirunesh Dibaba    | Rio de Janeiro 2016 | Friidrott | Damernas 10 000 m        |
| Guld   | Selemon Barega     | Tokyo 2020          | Friidrott | Herrarnas 10 000 m       |
| Silver | Lamecha Girma      | Tokyo 2020          | Friidrott | Herrarnas 3 000 m hinder |
| Brons  | Gudaf Tsegay       | Tokyo 2020          | Friidrott | Damernas 5 000 m         |
| Brons  | Letesenbet Gidey   | Tokyo 2020          | Friidrott | Damernas 10 000 m        |

## Idrottare med mer än en medalj
| Placering | Idrottare          | Sport     | År        | Guld | Silver | Brons | Totalt |
| --------- | ------------------ | --------- | --------- | ---- | ------ | ----- | ------ |
| 1         | Tirunesh Dibaba    | Friidrott | 2004–2016 | 3    | 0      | 3     | 6      |
| 2         | Kenenisa Bekele    | Friidrott | 2004–2008 | 3    | 1      | 0     | 4      |
| 3         | Meseret Defar      | Friidrott | 2004–2012 | 2    | 1      | 0     | 3      |
| 4         | Miruts Yifter      | Friidrott | 1972–1980 | 2    | 0      | 1     | 3      |
| 5         | Derartu Tulu       | Friidrott | 1992–2004 | 2    | 0      | 1     | 3      |
| 6         | Mamo Wolde         | Friidrott | 1968–1972 | 1    | 1      | 1     | 3      |
| 7         | Gete Wami          | Friidrott | 1996–2000 | 0    | 1      | 2     | 3      |
| 8         | Abebe Bikila       | Friidrott | 1960–1964 | 2    | 0      | 0     | 2      |
| 9         | Haile Gebrselassie | Friidrott | 1996–2000 | 2    | 0      | 0     | 2      |
| 10        | Almaz Ayana        | Friidrott | 2016      | 1    | 0      | 1     | 2      |
| 11        | Sileshi Sihine     | Friidrott | 2004–2008 | 0    | 2      | 0     | 2      |